# 鹹水樓
鹹水樓是香港1960年代至1980年代的產物，指樓宇建造時以海水（鹹水）混合混凝土興建，而海水中含有鹽分，鹽分會加速建築結構中鋼筋的腐蝕，從而影響樓宇結構安全。此外，當時房屋建築過程英泥份量被偷工減料，使混凝土承受重量不合理地低於標準，嚴重者更導致牆身、天花及橫樑出現彎曲、下墮的情況發生。

## 成因
在1960年代，香港人口突然大量增加，由戰後不足100萬人迅速增長至300萬人，水塘總容量不足以應付人口需求，雪上加霜的是當時的降雨量嚴重不足，而建築用混凝土需要用無雜質食用淡水調製，但是由於當時淡水供應有限，使其成本有所上升，加上當時的建築缺乏監管，部分承建商為了降低成本於是採用海水取代淡水製作混凝土。

## 問題曝光
有問題的公共屋邨因為鋼筋嚴重鏽蝕而於1982年被陸續曝光，有26座公共屋邨因混凝土剝落、牆壁漏水、混凝土強度嚴重不足等安全隱患，有即時倒塌之風險，需要馬上清拆。例子有：油塘高超道邨、葵芳邨第5、6座等。部分屋邨曾進行全面重修，包括重灌大部分地台及牆身，但由於鋼筋已被海水腐蝕多年，以致重修後效果依然未如理想。
有另一些鹹水樓則因情況較輕微，而無需即時清拆，但相關樓宇則需要額外加固，華富邨便是一例。

## 另見
- 海砂屋
- 26座問題公屋醜聞
- 聖公會李炳中學：由於課室走廊部份石屎強度不及格，需要加入鋼架支撐
- 2013年深圳海砂樓事件[錨點失效]（页面存档备份，存于）